# Hipparch (Amt)
Als Hipparch (griech. ἵππαρχος) wurde im antiken Griechenland der Oberbefehlshaber der Reiterei bezeichnet.

## Athen
In Athen wurde der Hipparch jährlich per Abstimmung gewählt. Militärisch war die Reiterei zwar von nachgeordneter Bedeutung. Sozial genoss der Dienst in der Reiterei jedoch hohes Ansehen, galt er doch als Ausweis von Wohlstand und kriegerisch-edler („ritterlicher“) Gesinnung. Besonders galt das für den Hipparchen. Die Wahl zu diesem Amt per Handabstimmung (statt im zufallsbasierten Losverfahren) galt als Auszeichnung. Seine Amtszeit gab dem Hipparchen Gelegenheit zu öffentlicher Prachtentfaltung und Bewährung als militärischer Organisator.
Xenophon widmete dem Amt des Hipparchen eine eigene Lehrschrift mit gleichlautendem Namen (Hipparchikos), die vielleicht in den 360er Jahren v. Chr. entstand. Die Schrift gibt Anweisungen zur logistischen Organisation, zu militärischen Taktiken als auch zur standesgemäßen Durchführung einer Reiterprozession. Die Schrift ist damit weniger ein bloß technisches Handbuch, als zugleich auch die Selbststilisierung eines Autors, der sich und seine Söhne selbst zur Klasse der Hippeis (der 'Ritter', eine attische Zensusklasse) zählte.

## Achaiischer Bund
Im achaiischen Bund war der Hipparch der zweithöchste Befehlshaber der Bundestruppen. Der bekannteste Amtsinhaber war der Historiker Polybios, der aufgrund seiner Bekleidung dieses Amts 168 v. Chr. als Geisel nach Rom gehen musste.